# スクラッチ (テレビ制作会社)
株式会社スクラッチ（英称：SCRATCH）は、テレビ番組の制作会社である。

## 会社所在地
- 〒150-0011　東京都渋谷区東3-9-19 VORT恵比寿maxim11F

## 沿革
- 1994年（平成6年）10月 - スウィッシュ・ジャパン番組制作部から発足された。
- 2003年（平成15年）2月3日 - スウィッシュ・ジャパン番組制作部から分社化となり、商号名は『有限会社スクラッチ』として設立。
- 2007年（平成19年）2月 - 有限会社から株式会社に商号変更された。
- 2020年（令和2年）12月15日 - パンスールが株式を100％取得し子会社化[1]
- 2022年（令和4年）4月1日 - パンスールが同社を吸収合併[2]。

## 所属スタッフ
- 菅大輔（プロデューサー）
- 小八重泰臣（　〃　）
- 大城浩一郎（ディレクター）
- 鈴木圭介（　〃　）
- 松野亮（　〃　）
- 渡辺啓輝（　〃　）

## 主な制作番組

### 現在
- 櫻井・有吉のTHE夜会(TBS)※ディレクター派遣
- 給与明細（abemaTV）
- 乃木坂工事中(テレビ東京)
- バナナマンのせっかくグルメ!!(TBS)
- オトラクション(TBS)
- ≠ME　先輩、も〜っと教えてください!!(BSスカパー)
- 伊藤淳史ののほほーんゴルフ(BSテレ東)
- チャリ飯旅(テレビ東京)

### 過去
- 桂芸能社オトセ!（TBS）
- 堂本剛の正直しんどい!!（テレビ朝日）
- 狩野英孝★熱血アイドルアカデミー アキパラ嬢（静岡第一テレビ）
- NUDE（テレビ大阪）
- GIRLS A GOGO!美少女クラブ31（テレビ朝日）
- 石川遼・上田桃子VS池田勇太・有村智恵 〜ゴルフ夢の競演〜（テレビ東京）
- ふくらむスクラム!!（フジテレビ）
- 1ばんスクラム!!（フジテレビ）
- 荘〜そう〜（BeeTV）
- かってに!ブラボーAWARD（日本テレビ）
- くだまき八兵衛（テレビ東京）
- GIRLS A GOGO!美少女クラブ31（テレビ朝日）
- 裸の少年（テレビ朝日）
- なんだ君は！？TV（TBS）
- 全日本国民的美少女コンテスト（テレビ朝日）
- ラブログ（フジテレビ）
- エコラボ もったいない博士の異常な愛情（フジテレビ）
- フット後藤 レッドリスト（テレビ大阪）
- 週刊AKB（テレビ東京）
- ありえへん世界∞（テレビ東京）
- バナナ・ブラマヨの新しい法律を作る会（MBS）
- 世界ではたらくお父さん（テレビ東京）
- 嵐を呼ぶ！？あぶない熟女（テレビ東京）
- 未来精機ジパング（テレビ東京）
- ビートたけしの知らないニュース（テレビ朝日）
- ウンナン極限ネタバトル! ザ・イロモネア 笑わせたら100万円（TBS）
- フット後藤、劇団ひとりのアトガマ（関西テレビ）
- テリー伊藤の大人夜遊び（MONDOTV）
- テリー伊藤TOKYO潜入捜査（MONDOTV）
- クイズ☆タレント名鑑（TBS）
- 世界ウソでしょ！？旅行社（関西テレビ）
- がっちりアカデミー!!（TBS）
- あにむす!（テレビ東京）
- 坂上忍 好きか嫌いか言う時間（TBS）※ディレクター派遣
- コレ考えた人、天才じゃね！？（テレビ東京）
- 勝手にブラボーAWARD（日本テレビ）
- 麺チェーン総選挙（テレビ朝日）
- めちゃ×2イケてるッ!（フジテレビ）※アシスタントプロデューサー派遣
- 奇跡体験!アンビリバボー（フジテレビ）※ディレクター派遣
- 液体グルメバラエティー「たれ」（テレビ東京）
- リアルカイジGP（abemaTV）
- 爆走！ゆるキャラレーシング（abemaTV）
- 日曜ビッグバラエティ・神ワザ！修復人～巨大日本庭園修復＆電器店ない島で壊れた家電全部直す～（テレビ東京）
- もうかるジャーナルミヤネ式（フジテレビ）
- 超問クイズ！真実か？ウソか？（日本テレビ）※ディレクター派遣
- 日経特番（テレビ東京・テレビ大阪）
- 特捜警察ジャンポリス（テレビ東京）
- Time is Life~トキメキの時~（BS-TBS）
- メレンゲの気持ち(日本テレビ)
- クレイジージャーニー(TBS)
- 直撃！シンソウ坂上(フジテレビ)
- 林修のニッポンドリル（フジテレビ）※ディレクター派遣
- サンデーLIVE（テレビ朝日）※ディレクター派遣
- おもしろく入る部屋(BSテレ東)
- ワールド極限ミステリー(TBS)
- 高校生カップルコンテスト(abemaTV)
- 二宮ん家(フジテレビ)

### DVD
- アイドリング!!!
- 週刊AKBメイキング
- 「マジすか学園」メイキング
- ノブ&フッキーのスナックに癒されて
- 弾丸ジャッキー単独LIVE「月面大戦争」
- 伊藤塾2005～2007年度版